# آئوک-بولیاک
آئوک-بولیاک (انگلیسی: Auk-Bulyak) یک شهرک در شهرستان تاتیشلینسکی استان باشقیرستان کشور روسیه است.